# Solanilla (Albacete)
Solanilla es una localidad española perteneciente al municipio de Alcaraz, en la provincia de Albacete, dentro de la comunidad autónoma de Castilla-La Mancha. Está ubicada en la comarca de la Sierra de Alcaraz.
Los terrenos de Solanilla limitan con los de El Horcajo al noreste, La Hoz al este, Alcaraz al sur y Canaleja al oeste.